# Afterhour
Unter Afterhour versteht man in der Club-Szene eine Veranstaltung mit elektronischer Tanzmusik, die meist samstags oder sonntags in den frühen Morgenstunden beginnt. Afterhour ist eine Eindeutschung des englischen Begriffes After Hours, was so viel wie nach Ladenschluss oder nach Dienstschluss (wörtlich nach Stunden) bedeutet. Der Begriff Afterhour ist im Englischen hingegen unbekannt (Pseudoanglizismus). Neben kommerziellen Veranstaltungen fallen auch private Treffen nach einem (gemeinsamen) Clubbesuch unter den Begriff, bei denen zumeist elektronische Tanzmusik gespielt wird und die Teilnehmer die Partynacht ausklingen lassen.
Afterhour-Veranstaltungen werden besucht, um ein partyreiches Wochenende ausklingen zu lassen oder das Ende einer Nacht hinauszuzögern. Häufig findet zwischen der nächtlichen Aktivität und der Afterhour ein gemeinsamer Chill-out zur körperlichen Regeneration und Erfrischung statt. Vereinzelt werden Afterhour-Veranstaltungen auch nach nächtlichem Schlaf besucht.
Um Müdigkeitserscheinungen zu beseitigen, werden auf einer Afterhour oft Drogen wie Amphetamine, Ecstasy oder Ketamin konsumiert oder Cannabis geraucht, um die unerwünscht anhaltende Wirkung der aufputschenden Drogen zu reduzieren.
Als charakteristisch für Afterhours gilt eine besondere Ausgelassenheit, häufigere körperliche Nähe und intensivere Kommunikation als auf anderen Techno-Veranstaltungen. Auf Grund erhöhter körperlicher Belastungen der meisten Gäste während der vergangenen Nacht wird zudem weniger Wert auf Outfit und äußere Erscheinung gelegt.
Da die Partys meist nach einer längeren Nacht tagsüber in verdunkelten Techno-Clubs stattfinden und teilweise bis in die folgende Nacht andauern, wird das Zeitgefühl der Besucher oft beeinträchtigt.
Als After-Afterhour wird eine Veranstaltung bezeichnet, die an die Afterhour anknüpft und meist am frühen Abend beginnt. Als Gegenstück zur Afterhour gibt es den sogenannten Warm-up, um sich auf das Wochenende einzustimmen.

## Geschichte
Die ersten Afterhour-Clubs entstanden Anfang der 1990er Jahre in der Techno-Szene und etablierten sich vor allem in Europa und den USA.
Zu den Vorreitern gehört der Argentinier DJ Alfredo, der Ende der 1980er Jahre Resident-DJ im Amnesia auf Ibiza war und den sogenannten Balearic Beat mit seinem elektrischen Mix maßgeblich mitprägte. Da er fast jeden Morgen auf seine Gage warten musste, fing er irgendwann an, währenddessen weiter Platten aufzulegen. Die Schar der Tanzenden war anfangs noch klein, es sprach sich auf der Insel jedoch herum, dass hier noch weiter gefeiert werden konnte, so dass die Zahl der Besucher täglich anstieg. Kurz darauf kamen auch die Gäste des damaligen Clubs Privileg morgens zum Weitertanzen ins Amnesia.
In Deutschland wurde das Afterhourkonzept erstmals im Münchner Babalu Club umgesetzt, um die damals in der Stadt geltende Sperrstunde zu umgehen. Als erster Afterhour-Club in Berlin gilt der Walfisch, der in den Räumen des heutigen Sage Clubs beheimatet war. Zu den bekanntesten Afterhour-Einrichtungen zählten das Space auf Ibiza und der Technoclub in Frankfurt, der ursprünglich sonntags um 15 Uhr öffnete und vor allem als After-Afterhour für Gäste aus dem Dorian Gray diente.
Tanith veranstaltete 1993 Afterhours im Exit in Berlin, einem Club in der ehemaligen Großgaststätte Ahornblatt auf der Spreeinsel. 1995 gestaltete er zusammen mit Ellen Allien die sonntägliche Afterhour Club The Rest im Tresor.
Während der 2000er Jahre entwickelte sich in Berlin um die Mühlenstraße eine Partymeile entlang der Spreeufer und in den angrenzenden Bezirken Friedrichshain und Kreuzberg, die jedes Wochenende mehrere zehntausend Rave-Touristen aus Europa anzieht. Durch den damit einhergehenden regulären Betrieb vieler Techno-Clubs auch an Wochentagen verlor die klassische Afterhour-Veranstaltung in der Stadt zunehmend an Bedeutung.